# Surtees TS9
De Surtees TS9 was een Formule 1-raceauto die werd gebouwd en gebruikt door de Surtees Racing Organisation in 1971, 1972 en sporadisch in 1973, toen de opvolger Surtees TS14 meer werd ingezet. Een verbeterde versie van de Surtees TS9 werd vanaf 1972 ingezet als Surtees TS9B. 

## Voorgeschiedenis
Oud-wereldkampioen John Surtees had zijn eigen team (de Surtees Racing Organisation) al opgezet in 1966, maar vanaf 1969 bouwde hij ook eigen auto's, eerst de Formule 5000-Surtees TS5. In 1970 leidde hij van die auto de Formule 1-Surtees TS7 af. In 1971 volgden twee nieuwe auto's: de Surtees TS8 met een grotere wielbasis dan de TS7 en bestemd voor de Formule 5000, en de Surtees TS9 met zowel een grotere wielbasis als een grotere spoorbreedte voor de Formule 1.

## 1971: Surtees TS9

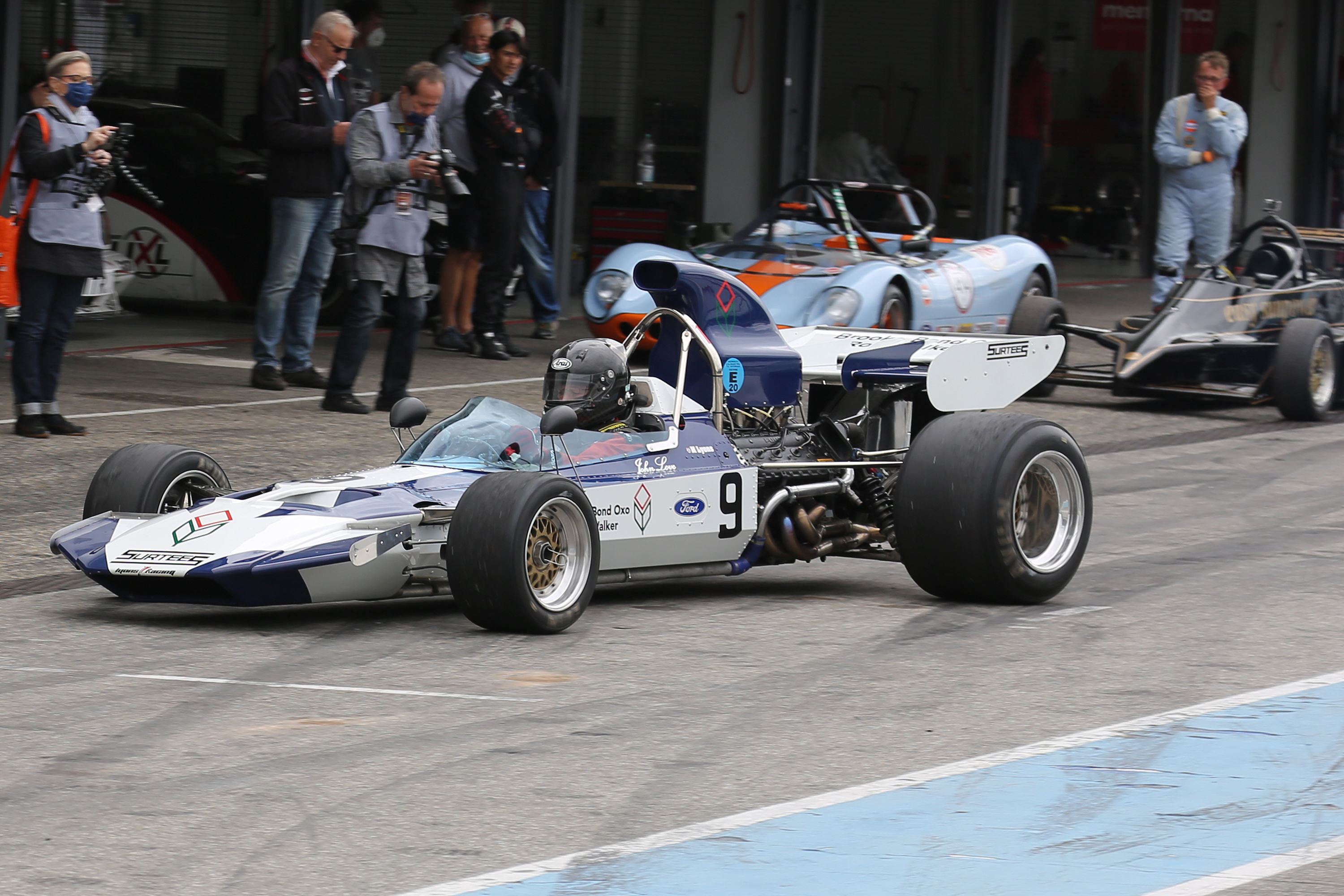
Surtees TS9 van John Love in 2021

Net als zijn voorganger had de Surtees TS9 een aluminium monocoque-chassis. Hij was ontworpen door John Surtees samen met Peter Connew. De motor was de veelgebruikte Ford Cosworth DFV-3 liter-V8 met Hewland-versnellingsbak. In het seizoen 1971 werden er twee TS9's ingezet in de Formule 1, die van John Surtees met sponsoring van theeproducent Brooke Bond en die van Rolf Stommelen met sponsoring van het blad Auto und Motor Sport. Beide coureurs scoorden een vijfde en een zesde plaats. Het beste resultaat was echter voor Mike Hailwood, die met een Surtees TS9 vierde werd in de Italiaanse Grand Prix. Gijs van Lennep, die met een Surtees TS7 achtste was geworden in de Nederlandse Grand Prix reisde af naar de Verenigde Staten, maar moest daar zijn TS9 afstaan aan Sam Posey. Het team sloot het seizoen met acht punten af als achtste in het constructeurskampioenschap. Hailwood, Surtees en Stommelen eindigden als 18e, 19e en 20e in het individuele kampioenschap.

## 1972: Surtees TS9B

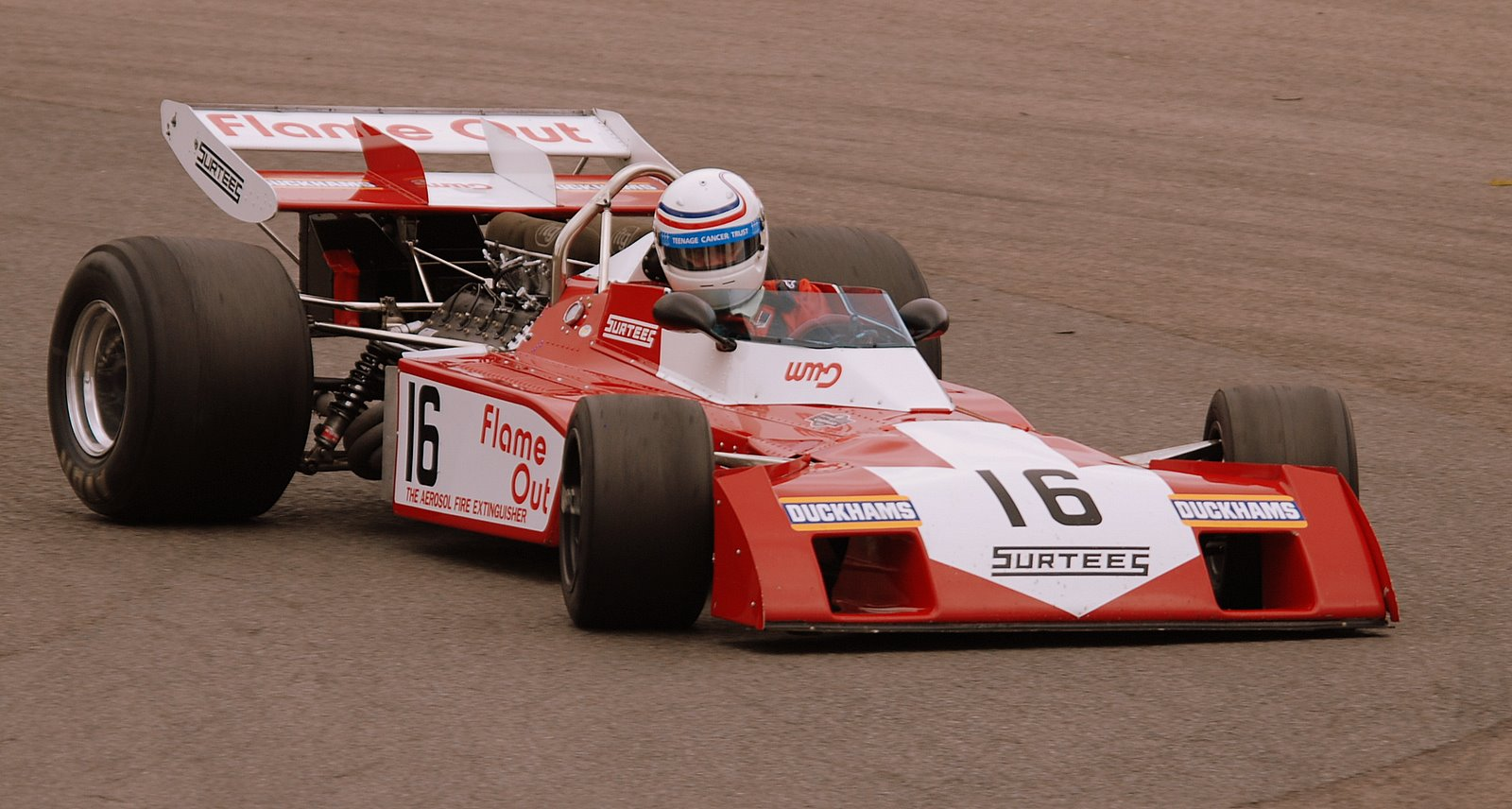
Surtees TS9B van Tim Schenken in 2007

Peter Connew kreeg in het seizoen 1972 onenigheid met John Surtees en vertrok, maar toen hadden ze wel al de herziene versie van de TS9 ontworpen, de Surtees TS9B. Er waren aerodynamische veranderingen aangebracht, met name aan de voor- en achtervleugel. Hoewel John Surtees nog wel enkele F1-races reed, waren dat niet de WK-races. Een uitzondering was de Italiaanse Grand Prix, waar hij met de nieuwe Surtees TS14 aan de start kwam. Mike Hailwood, Tim Schenken en Andrea de Adamich waren nu vaste rijders. Zij reden een vrijwel volledig seizoen met als beste resultaat de tweede plaats voor Hailwood in Italië. De Adamich en Schenken scoorden beiden slechts één keer punten. Surtees eindigde met 18 punten als 5e in het constructeurskampioenschap. In het individuele kampioenschap werd Hailwood 8e, de Adamich 17e en Schenken 19e. De Rhodesiër John Love (Team Gunston) gebruikte een Surtees TS9 in de Zuid-Afrikaanse Grand Prix, waar hij ondanks een ongeval waarbij hij een lekke band opliep 16e werd. Champar Inc. zette een TS9B in waarmee de Amerikaan Sam Posey in de Amerikaanse Grand Prix 12e werd. 

## 1973: Surtees TS9B
In het seizoen 1973 gebruikte het Team Surtees al de nieuwe TS14, maar enkele malen werd de TS9B nog ingezet. Andrea de Adamich werd er 8e mee in de Grand Prix van Brazilië, maar stapte daarna over naar Brabham. In dezelfde race werd de Braziliaan Luiz Bueno 12e (en laatste) met een TS9B, maar het bleef bij deze ene race in het wereldkampioenschap.

## Resultaten wereldkampioenschap Formule 1
(Races in cursief geven de snelste ronde aan)
| Jaar | Team                              | Motor                    | Banden | Coureur           | 1       | 2       | 3       | 4       | 5       | 6       | 7       | 8       | 9       | 10      | 11      | 12      | 13    | 14    | 15    | Punten | WCC |
| ---- | --------------------------------- | ------------------------ | ------ | ----------------- | ------- | ------- | ------- | ------- | ------- | ------- | ------- | ------- | ------- | ------- | ------- | ------- | ----- | ----- | ----- | ------ | --- |
| 1971 | Brooke Bond Oxo Team Surtees      | Ford Cosworth DFV 3.0 V8 | F      | John Surtees      | ZAF DNF | SPA 11e | MON 7e  | NED 5e  | FRA 8e  | GBR 6e  | DUI 7e  | OOS DNF | ITA DNF | CAN 11e | VST 17e |         |       |       |       | 8      | 8e  |
| 1971 | Auto und Motor Sport Team Surtees | Ford Cosworth DFV 3.0 V8 | F      | Rolf Stommelen    | ZAF -   | SPA DNF | MON 6e  | NED DSQ | FRA 11e | GBR 5e  | DUI 10e | OOS 7e  | ITA DNS | CAN DNF | VST -   |         |       |       |       | 8      | 8e  |
| 1971 | Team Surtees                      | Ford Cosworth DFV 3.0 V8 | F      | Derek Bell        | ZAF -   | SPA -   | MON -   | NED -   | FRA -   | GBR DNF | DUI -   | OOS -   | ITA -   | CAN -   | VST -   |         |       |       |       | 8      | 8e  |
| 1971 | Team Surtees                      | Ford Cosworth DFV 3.0 V8 | F      | Mike Hailwood     | ZAF -   | SPA -   | MON -   | NED -   | FRA -   | GBR -   | DUI -   | OOS -   | ITA 4e  | CAN -   | VST 15e |         |       |       |       | 8      | 8e  |
| 1971 | Team Surtees                      | Ford Cosworth DFV 3.0 V8 | F      | Gijs van Lennep   | ZAF -   | SPA -   | MON -   | NED -   | FRA -   | GBR -   | DUI -   | OOS -   | ITA -   | CAN -   | VST DNS |         |       |       |       | 8      | 8e  |
| 1971 | Team Surtees                      | Ford Cosworth DFV 3.0 V8 | F      | Sam Posey         | ZAF -   | SPA -   | MON -   | NED -   | FRA -   | GBR -   | DUI -   | OOS -   | ITA -   | CAN -   | VST DNF |         |       |       |       | 8      | 8e  |
| 1972 | Brooke Bond Oxo Team Surtees      | Ford Cosworth DFV 3.0 V8 | F      | Mike Hailwood     | ARG -   | ZAF DNF | SPA DNF | MON DNF | BEL 4e  | FRA 6e  | GBR DNF | DUI DNF | OOS 4e  | ITA 2e  | CAN -   | VST 17e |       |       |       | 18     | 5e  |
| 1972 | Brooke Bond Oxo Team Surtees      | Ford Cosworth DFV 3.0 V8 | F      | Tim Schenken      | ARG 5e  | ZAF DNF | SPA 8e  |         |         |         |         |         |         |         |         |         |       |       |       | 18     | 5e  |
| 1972 | Team Surtees                      | Ford Cosworth DFV 3.0 V8 | F      | Tim Schenken      |         |         |         | MON DNF | BEL DNF |         |         | DUI 14e | OOS 11e | ITA DNF | CAN 7e  | VST -   |       |       |       | 18     | 5e  |
| 1972 | Flame Out Team Surtees            | Ford Cosworth DFV 3.0 V8 | F      | Tim Schenken      |         |         |         |         |         | FRA 17e | GBR DNF |         |         |         |         |         |       |       |       | 18     | 5e  |
| 1972 | Ceramica Pagnossin Team Surtees   | Ford Cosworth DFV 3.0 V8 | F      | Andrea de Adamich | ARG DNF | ZAF NC  | SPA 4e  | MON 7e  | BEL DNF | FRA 14e | GBR DNF | DUI 13e | OOS 14e | ITA DNF | CAN DNF | VST DNF |       |       |       | 18     | 5e  |
| 1972 | Champcar Inc.                     | Ford Cosworth DFV 3.0 V8 | G      | Sam Posey         | ARG -   | ZAF -   | SPA -   | MON -   | BEL -   | FRA -   | GBR -   | DUI -   | OOS -   | ITA -   | CAN -   | VST 12e |       |       |       | 18     | 5e  |
| 1972 | Team Gunston                      | Ford Cosworth DFV 3.0 V8 | G      | John Love         | ARG -   | ZAF 16e | SPA -   | MON -   | BEL -   | FRA -   | GBR -   | DUI -   | OOS -   | ITA -   | CAN -   | VST -   |       |       |       | 18     | 5e  |
| 1973 | Team Surtees                      | Ford Cosworth DFV 3.0 V8 | F      | Luiz Bueno        | ARG -   | BRA 12e | ZAF -   | SPA -   | BEL -   | MON -   | ZWE -   | FRA -   | GBR -   | NED -   | DUI -   | OOS -   | ITA - | CAN - | VST - | 0      | -   |
| 1973 | Ceramica Pagnossin Team Surtees   | Ford Cosworth DFV 3.0 V8 | F      | Andrea de Adamich | ARG -   | BRA 8e  | ZAF -   | SPA -   | BEL -   | MON -   | ZWE -   | FRA -   | GBR -   | NED -   | DUI -   | OOS -   | ITA - | CAN - | VST - | 0      | -   |

## Resultaten niet-kampioenschapsraces Formule 1
| Jaar | Team                              | Motor                    | Banden | Coureur           | 1      | 2       | 3       | 4       | 5       | 6      | 7      | 8       |
| ---- | --------------------------------- | ------------------------ | ------ | ----------------- | ------ | ------- | ------- | ------- | ------- | ------ | ------ | ------- |
| 1971 | Brooke Bond Oxo Team Surtees      | Ford Cosworth DFV 3.0 V8 | F      | John Surtees      | ARG -  | ROC 3e  | QUE -   | SPR DNF | INT 12e | RIN 3e | IGC 1e | VIC 6e  |
| 1971 | Auto und Motor Sport Team Surtees | Ford Cosworth DFV 3.0 V8 | F      | Rolf Stommelen    | ARG -  | ROC -   | QUE -   | SPR -   | INT -   | RIN 7e | IGC -  | VIC -   |
| 1971 | Team Surtees                      | Ford Cosworth DFV 3.0 V8 | F      | Mike Hailwood     | ARG -  | ROC -   | QUE -   | SPR -   | INT -   | RIN -  | IGC -  | VIC DNF |
| 1972 | Brooke Bond Oxo Team Surtees      | Ford Cosworth DFV 3.0 V8 | F      | Mike Hailwood     | ROC 2e | BRA -   | INT DNF | IGC -   | REP -   | VIC 9e |        |         |
| 1972 | Brooke Bond Oxo Team Surtees      | Ford Cosworth DFV 3.0 V8 | F      | Tim Schenken      | ROC 5e |         |         |         |         |        |        |         |
| 1972 | Team Surtees                      | Ford Cosworth DFV 3.0 V8 | F      | Tim Schenken      |        |         |         | IGC 3e  |         |        |        |         |
| 1972 | Team Surtees                      | Ford Cosworth DFV 3.0 V8 | F      | Andrea de Adamich | ROC -  | BRA DNQ | INT -   | IGC -   | REP 2e  | VIC 3e |        |         |
| 1972 | Team Surtees                      | Ford Cosworth DFV 3.0 V8 | F      | Reine Wisell      | ROC -  | BRA DNQ | INT -   | IGC -   | REP -   | VIC -  |        |         |
| 1972 | Team Surtees                      | Ford Cosworth DFV 3.0 V8 | F      | John Surtees      | ROC -  | BRA -   | INT 3e  | IGC -   | REP -   | VIC -  |        |         |
| 1972 | Team Surtees                      | Ford Cosworth DFV 3.0 V8 | F      | Carlos Pace       | ROC -  | BRA -   | INT -   | IGC -   | REP -   | VIC 2e |        |         |
| 1973 | Team Hesketh                      | Ford Cosworth DFV 3.0 V8 | F      | James Hunt        | ROC 3e | INT -   |         |         |         |        |        |         |